# 山沢清人
山沢 清人（やまさわ　きよひと、1944年8月4日 - ） は、日本の計測工学者。信州大学学長や、長野県立大学評価委員長、高等教育コンソーシアム信州会長、東京学芸大学理事、八十二銀行監査役などを歴任した。

## 人物・経歴
東京都生まれ。1968年東北大学工学部電気工学科卒業。1970年東北大学大学院工学研究科電気及通信工学専攻修士課程修了、東北大学工学部助手。1979年信州大学工学部講師。1980年信州大学工学部助教授、工学博士（東北大学）。1993年信州大学工学部教授、信州大学共通教育センター研究開発部門長。2003年信州大学学長特別補佐。2006年信州大学工学部長。2009年信州大学長。2016年八十二銀行監査役。平成29年度長野県知事表彰（教育功労者）受賞。令和2年春の叙勲で瑞宝中綬章受章。2020年東京学芸大学理事（大学経営・産学協働担当）。高等教育コンソーシアム信州会長、長野県日中学術交流委員会会長、長野県県立大学設立委員会委員、松本地域健康産業推進協議会副会長、長野市活力ある学校づくり検討委員会委員長、長野県立大学評価委員会委員長なども歴任した。